# Rhodesiella brevipilosa
Rhodesiella brevipilosa är en tvåvingeart som beskrevs av Cherian 2002. Rhodesiella brevipilosa ingår i släktet Rhodesiella och familjen fritflugor.
Artens utbredningsområde är Mizoram (Indien). Inga underarter finns listade i Catalogue of Life.